# Sistema operatiu de xarxa
Un sistema operatiu de xarxa, també anomenat NOS (de l'anglès, Network Operating System), és un programari que permet la interconnexió d'ordinadors per poder accedir als serveis i recursos, programari i maquinari, creant xarxes de computadores. Igual que un equip no pot treballar sense un sistema operatiu, una xarxa d'equips no pot funcionar sense un sistema operatiu de xarxa. Consisteix en un programari que possibilita la comunicació d'un sistema informàtic amb altres equips en l'àmbit d'una xarxa.

## Sistemes operatius de xarxa instalables/incorporats
Depenent del fabricant del sistema operatiu de xarxa, el programari necessari per a connectar un equip personal a una xarxa pot venir-hi integrat al sistema operatiu de l'equip o s'ha d'afegir amb posterioritat.
NetWare de Novell va ser un exemple, d'àmplia difusió, de sistema operatiu de xarxa on el programari que permetia el treball en xarxa s'havia d'instal·lar en el client sobre el sistema operatiu de l'equip. L'equip personal necessitava tots dos sistema operatius per gestionar conjuntament les funcions de xarxa i les individuals.
El programari del sistema operatiu de xarxa s'integra en un nombre important de sistemes operatius, incloent: gairebé totes les distribucions de Linux; els sistemes operatius de Microsoft i Apple para portàtils, servidors i equips de sobretaula, sistemes operatius de dispositius mòbils, com Android, IOS, Windows Phone, etc.

## Característiques
Les característiques genèriques d'un sistema operatiu de xarxa són:
- Connecta tots els equips i recursos de la xarxa.
- Gestió d'usuaris centralitzada.
- Proporciona seguretat, controlant l'accés a les dades i recursos. Ha de validar els accessos (claus, certificats, sistemes biomètrics, etc.) aplicant les polítiques de seguretat.
- Coordina les funcions de xarxa, fins i tot amb les pròpies de l'equip.
- Comparteix recursos (du a terme la coordinació i els privilegis a l'hora de compartir). Per tant, millora notablement la utilització dels recursos.
- Permet monitorar i gestionar la xarxa i els seus components.

## Entorn dels sistemes operatius en xarxa
Els components dels sistemes operatius de xarxa habituals són:
- Servidors: Són equips amb sistemes operatius en xarxa que proporcionen recursos als clients, fent-los accessibles als equips de la xarxa, sigui a altres servidors o, habitualment, a clients.
- Clients: Són equips amb un sistema operatiu monolloc connectats per començar a treballar en xarxa. A diferència dels servidors, no comparteixen els seus recursos.
- Dominis: És una agrupació lògica d'equips, que permet realitzar una gestió centralitzada, és a dir, des d'una ubicació es controla els serveis administratius del domini. Els recursos els gestiona el servidor principal. Un dels protocols habituals per a la formació de dominis és LDAP.

Depenent del sistema operatiu, pot donar-se el cas que en un determinat domini un equip sigui servidor de certs recursos i client d'uns altres.